# Naim Süleymanoğlu
Naim Süleymanoğlu, precedentemente conosciuto come Naim Sjulejmanov (Ptičar, 23 gennaio 1967 – Istanbul, 18 novembre 2017), è stato un sollevatore bulgaro naturalizzato turco, campione olimpico e mondiale di sollevamento pesi.
Ha gareggiato nelle categorie dei pesi gallo (fino a 56 kg.) e dei pesi piuma (fino a 60/64/62 kg.).
Sottoposto a trapianto di fegato a seguito di una cirrosi nell'ottobre 2017, e successivamente colpito da emorragia cerebrale con conseguente edema, è scomparso nel novembre dello stesso anno all'età di 50 anni.

## Biografia
È fratello di Muharrem Süleymanoğlu anche lui sollevatore.
Vinse tre tornei olimpici, sette campionati del mondo e sette campionati europei, registrando 46 primati mondiali. Prese parte a quattro edizioni dei Giochi Olimpici.
Soprannominato "Il piccolo Ercole" (The Pocket Hercules) a causa della bassa statura (1,47 m), è stato il secondo di soli sette sollevatori a sollevare di slancio un peso pari a tre volte il suo. Sjulejmanov realizzò il suo primo primato mondiale a 16 anni, ma mancò l'occasione olimpica del 1984 quando la Bulgaria si unì all'Unione Sovietica nel boicottaggio delle Olimpiadi di Los Angeles. Qualche mese prima di queste Olimpiadi Sjulejmanov vinse il titolo europeo dei pesi gallo con 297,5 kg. nel totale, nuovo record del mondo, distanziando di ben 30 kg. il 2º classificato Frank Mavius della Germania Est e di 37,5 kg. il 3º classificato, il rumeno Gheorghe Maftei.
Poco tempo dopo, il regime comunista bulgaro obbligò la minoranza turca del Paese ad adottare nomi bulgari; cosicché Sjulejmanov divenne noto come Naum Šalamanov. Nel 1986, durante un viaggio a Melbourne per la finale dei Mondiali, Sjulejmanov disertò; riapparve in Turchia, dove ottenne la cittadinanza e cambiò il cognome in Süleymanoğlu; dopo la caduta del comunismo in Bulgaria, la famiglia lo raggiunse.
Scoppiò una battaglia riguardo alla nazione che avrebbe dovuto rappresentare alle Olimpiadi di Seul: il governo bulgaro chiese e ottenne 1.250.000 dollari per lasciarlo gareggiare con la sua nuova nazione. Süleymanoğlu non deluse, vincendo la medaglia d'oro nei pesi piuma. Si ritirò a 22 anni, dopo aver vinto il campionato mondiale del 1989. Tuttavia, il fascino della competizione era troppo forte: tornò in attività nel 1991, vincendo la seconda medaglia d'oro alle Olimpiadi dell'anno seguente.
Le Olimpiadi di Atlanta dovevano essere il suo canto del cigno: si ritirò nuovamente dopo aver vinto la terza medaglia d'oro consecutiva. Süleymanoğlu, però, tornò ancora in attività per provare ad aggiungere un'altra medaglia d'oro alla serie, ma a Sydney non riuscì a sollevare 145 kg (sarebbe stato il primato mondiale) e venne eliminato dalla competizione. 
Alle elezioni generali turche del 1999 si candidò come indipendente a rappresentare la provincia di Bursa nella Grande Assemblea Nazionale; nel 2002 venne candidato dal Partito del Movimento Nazionalista a sindaco della municipalità di Kıraç (provincia di Istanbul) e rappresentò lo stesso partito alle elezioni generali del 2006. Fallì in tutti i suoi tentativi.

## Palmarès

### In rappresentanza della Bulgaria

#### Campionati mondiali
- 3 medaglie:
  - 2 ori (Södertälje 1985 nei 60 kg., Sofia 1986 nei 60 kg.)
  - 1 argento (Mosca 1983 nei 56 kg.)

#### Campionati europei
- 4 medaglie:
  - 3 ori (Vitoria 1984 nei 56 kg., Katowice 1985 nei 60 kg., Karl-Marx-Stadt 1986 nei 60 kg.)
  - 1 argento (Mosca 1983 nei 56 kg.)

### In rappresentanza della Turchia

#### Olimpiadi
- 3 medaglie:
  - 3 ori (Seul 1988 nei 60 kg., Barcellona 1992 nei 60 kg., Atlanta 1996 nei 64 kg.)

#### Campionati mondiali
- 5 medaglie:
  - 5 ori (Atene 1989 nei 60 kg., Donaueschingen 1991 nei 60 kg., Melbourne 1993 nei 64 kg., Istanbul 1994 nei 64 kg., Guangzhou 1995 nei 64 kg.)

#### Campionati europei
- 6 medaglie:
  - 4 ori (Cardiff 1988 nei 60 kg., Atene 1989 nei 60 kg., Sokolov 1994 nei 64 kg., Varsavia 1995 nei 64 kg.)
  - 1 argento (Szekszárd 1992 nei 60 kg.)
  - 1 bronzo (Sofia 2000 nei 62 kg.).